# Honda Passport
La Honda Passport fue originalmente un deportivo utilitario o SUV mediana fabricada por Isuzu desde el año 1989 y fabricada para Honda desde 1994. Desde 2018, la Honda Passport vuelve a comercializarse.

## Historia
Isuzu y Honda tenían varios acuerdos en la década de 1990. El Isuzu Trooper se comercializó como Honda Horizon en Japón y como Acura SLX en Estados Unidos y Canadá; la Isuzu Pick Up/KB como Honda Tourmaster en Tailandia. Honda fabricó el Civic y Accord para comercializar en Japón como Isuzu Gemini e Isuzu Aska respectivamente. Isuzu provee los motores diésel a Honda.
La Honda Passport fue creada para competir en el segmento de los SUV en Norteamérica (EE. UU. y Canadá) a principios de la década de 1990. Comparte plataforma con la Isuzu Rodeo (Isuzu Wizzard) con solo unos cambios de logotipos. Estaba disponible solo en 5 puertas con motor 4 o 6 cilindros, gasolina, caja de cambios automática o manual de 5 velocidades, tracción 4x2 o 4x4.

## Honda Passport 1994 - 1997
El Isuzu Rodeo fue presentado en Japón y EE. UU. en 1990. En Norteamérica el Honda Passport se comercializó desde 1994 durante la fiebre de los SUV, para competir con Ford Explorer, Chevrolet Blazer, GMC Jimmy, Toyota 4Runner, Nissan Pathfinder y el Isuzu Rodeo. 

## Honda Passport 1998 - 2002

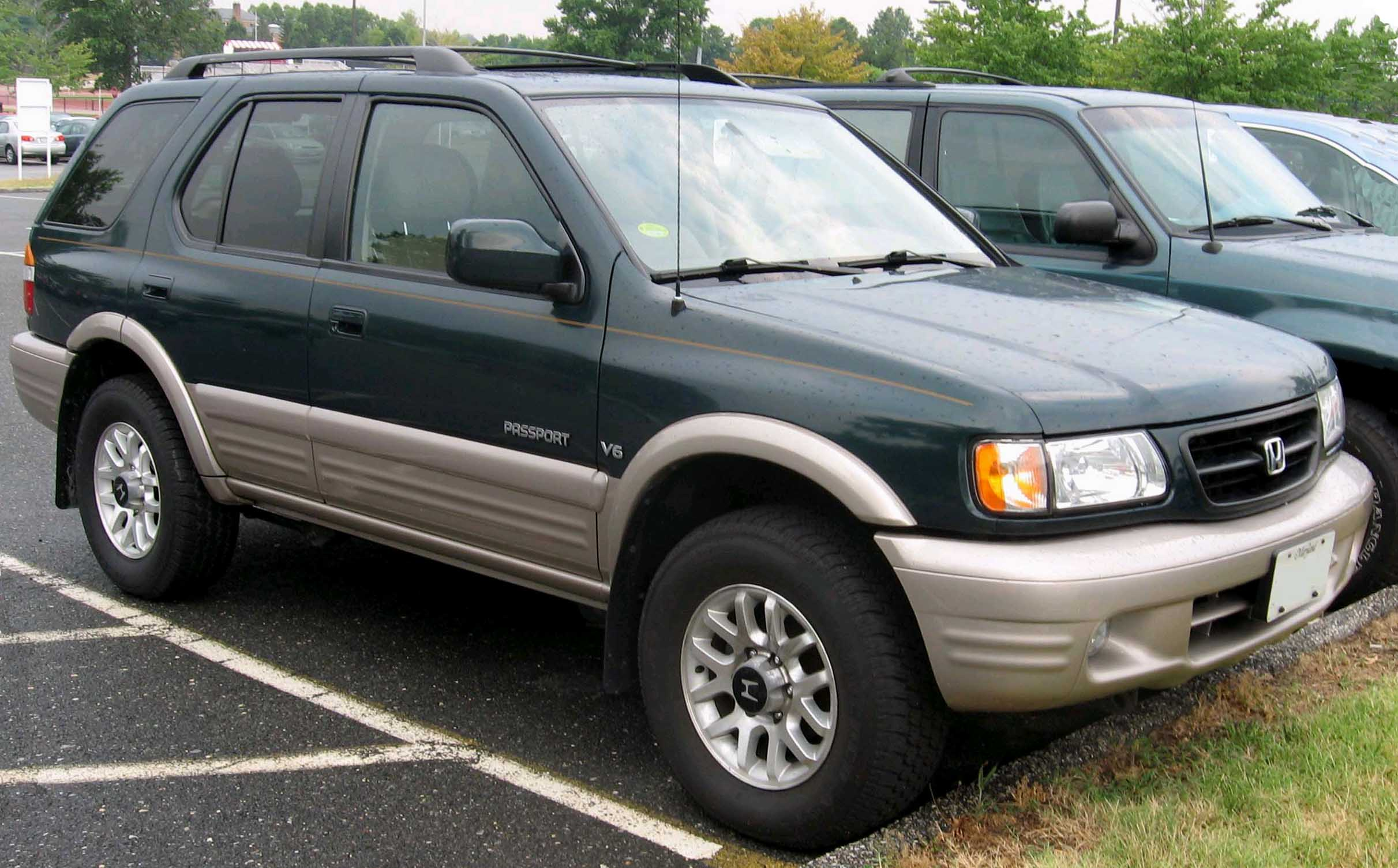
Honda Passport 1998-2002 (EE. UU.)

El Isuzu Rodeo y Honda Passport de nueva generación fueron presentados en Estados Unidos y Canadá como modelo 1998. Tenía líneas más suaves e imagen robusta. Solo se comercializó en 5 puertas, la versión 3 puertas fue exclusiva de Isuzu Amigo/Rodeo Sport/Mu y GM (Opel/Vauxhall/Holden Frontera Sport). Fue reemplazada por la Honda Pilot desarrollada por Honda. Sus competidores fueron el Ford Explorer, Mercury Mountaineer, Ford Escape, Mercury Mariner, Chevrolet Blazer / Trailblazer, GMC Jimmy / Envoy, Toyota 4Runner, Nissan Pathfinder, Nissan X-terra, Isuzu Rodeo.